# Feisoglio
Feisoglio (piemontesisch Feisseu) ist eine italienische Gemeinde in der Provinz Cuneo (CN), Region Piemont.

## Lage und Einwohner
Feisoglio liegt 67 Straßenkilometer nordöstlich von der Provinzhauptstadt Cuneo entfernt in der Weinregion Alta Langa am Oberlauf des Belbo (Fluss-System Tanaro/Po). Das Gemeindegebiet umfasst eine Fläche von 7,67 km² und hat 298 Einwohner (Stand 31. Dezember 2023).
Die Nachbargemeinden sind Bossolasco, Cerreto Langhe, Cravanzana, Gorzegno, Levice, Niella Belbo, Serravalle Langhe und Torre Bormida.

## Geschichte

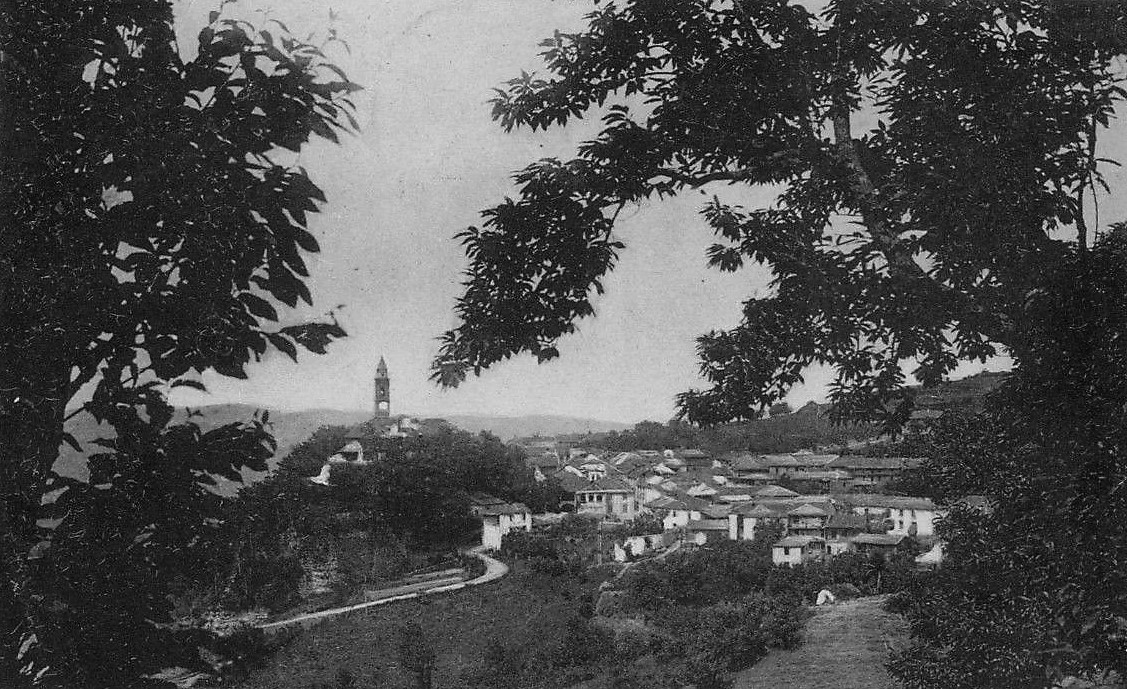
Feisoglio in den 1930er Jahren

Der Ortsname, der in einer Urkunde aus der Mitte des 12. Jahrhunderts in der Form „Feixolius“ erscheint, wurde im 13. Jahrhundert als „Fauxolius“, „Faxolus“, „Fauxolus“ und „Fauxollus“ bezeugt.
Der Ort war zunächst im Besitz der Grafschaft Alba, danach der Markgrafen von Busca und die Markgrafen von Monferrato und schließlich ging es an die Markgrafen von Carretto über. Seine Geschichte ist eng mit der seines Schlosses verbunden, das während des Krieges zwischen den Madamisten und den Fürsten zerstört wurde. Davon sind heute nur noch wenige Ruinen übrig. Die aus der Burg geborgenen Steine wurden zum Bau neuer Häuser und zum Umbau der Pfarrkirche im Barockstil und zur Erhöhung des Glockenturms verwendet. Die Pfarrkirche wurde 1428 erbaut und ist damit eine der ältesten in der Langhe.
Das wertvollste Element des historisch-architektonischen Erbes ist die Pfarrkirche San Lorenzo. Erwähnenswert ist auch die Mühle, deren Innenzahnräder und Mahlsteine noch in gutem Zustand sind.

## Kulinarische Spezialität
Bei Feisoglio wird Weinbau betrieben. Die Beeren der Rebsorten Spätburgunder und/oder Chardonnay dürfen zum Schaumwein Alta Langa verarbeitet werden.
Seit den 1930er Jahren wird hier Haselnuss angebaut und verarbeitet.